# Центральний захисник

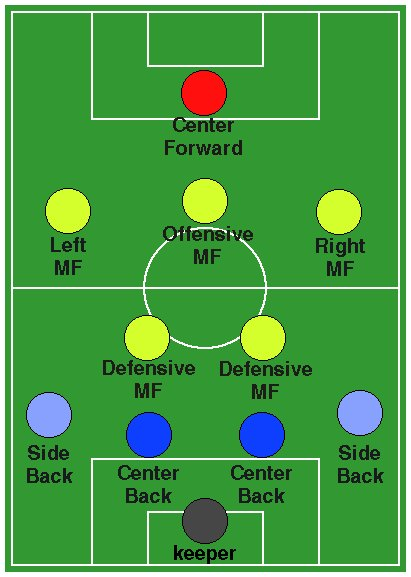
Два центральні захисники позначені синім кольором у схемі 4-2-3-1.

Центральний захисник (англ. Centre back або centre half або central defender або stopper) — футбольна позиція поблизу центральної осі поля. Основна мета — зберегти ворота в недоторканності і взагалі не підпустити нападників, зазвичай центрфорвардів, на ударну позицію. Центр поля — дуже важлива зона; крім номінальних центральних нападників сюди, до них на допомогу можуть прийти крайні нападники або півзахисники. У сучасному футболі команди грають у два, рідше три центральних захисника, між якими важлива зіграність.
Існує дві основні оборонні стратегії — зональний захист, коли кожен із захисників стежить за певною зоною поля, і персональний, коли кожен захисник стежить за нападником, якого йому зазначив тренер.
Зазвичай центральні захисники — фізично міцні, високі гравці з чудовим вмінням грати головою і діяти у відборі м'яча. У слабких клубах на них лягає тільки функція захисту. Однак, для серйозного клубу дуже важливо на цій позиції мати грамотного гравця, здатного бачити поле, вміє віддати хороший пас, який може миттєво перевести гру від оборони до атаки.
Часто центральні захисники йдуть в штрафну суперника при подачі кутових та розіграші штрафних, оскільки вміння грати головою і високий зріст дозволяють їм забити гол.
Серед захисників такого типу відомі Боббі Мур, Паоло Мальдіні, Фабіо Каннаваро.